# Стихотворения Владимира Маяковского (1912—1917)
Стихотворения Маяковского (1912—1917) — список стихотворений Владимира Владимировича Маяковского, созданных им с 1912 по 1917 год. Источником к созданию списка послужило третье издание полного собрания сочинений в тринадцати томах, в основу которого, в свою очередь, было положено десятитомное прижизненное собрание, восемь томов которого были подготовлены к печати самим поэтом. В отношении остальных произведений за основу принималась последняя прижизненная публикация.
В список входит 71 стихотворение.

## Стихотворения (1912—1917)
1. Ночь
2. Утро
3. Порт
4. Уличное
5. Из улицы в улицу
6. А вы могли бы?
7. Вывескам
8. Театры
9. Кое-что про Петербург
10. За женщиной
11. Я
1. По мостовой
2. Несколько слов о моей жене
3. Несколько слов о моей маме
4. Несколько слов обо мне самом
12. Исчерпывающая картина весны
13. От усталости
14. Любовь
15. Мы
16. Шумики, шумы и шумищи
17. Адище города
18. Нате!
19. Ничего не понимают
20. В авто
21. Кофта фата
22. Послушайте!
23. А все-таки
24. Ещё Петербург
25. Война объявлена
26. Мама и убитый немцами вечер
27. Скрипка и немножко нервно
28. Мысли в призыв
29. Я и Наполеон
30. Вам!
31. Гимн судье
32. Гимн ученому
33. Военно-морская любовь
34. Гимн здоровью
35. Гимн критику
36. Гимн обеду
37. Теплое слово кое-каким порокам
38. Вот так я сделался собакой
39. Кое-что по поводу дирижера
40. Пустяк у Оки
41. Великолепные нелепости
42. Гимн взятке
43. Внимательное отношение к взяточникам
44. Чудовищные похороны
45. Мое к этому отношение
46. Эй!
47. Ко всему
48. Лиличка!
49. Издевательства
50. Никчемное самоутешение
51. Надоело
52. Дешевая распродажа
53. Мрак
54. Лунная ночь
55. Следующий день
56. В. Я. Брюсову на память
57. Хвои
58. Себе, любимому, посвящает эти строки автор
59. Последняя петербургская сказка
60. России
61. Братья писатели
62. Революция
63. Подписи к плакатам издательства «Парус»
64. Сказка о красной шапочке
65. К ответу!
66. Нетрудно, ландышами дыша
67. Интернациональная басня
68. Ешь ананасы